# Club affilié des Indians de Cleveland
Depuis 2009, la franchise Triple-A affiliée aux Indians de Cleveland est celle des Columbus Clippers qui évolue en International League. Entre 1995 et 2008, les Buffalo Bisons, champions de l'International League en 1998, 2002 et 2004, étaient affiliés aux Indians. Buffalo était déjà lié aux Indians pendant la saison 1987.
Mis à part les Kinston Indians, basés en Caroline du Nord, quatre des cinq plus importantes équipes affiliées actuellement aux Indians se trouvent dans l'Ohio. La signature en 2009 pour quatre saisons avec les Columbus Clippers est significative à ce niveau. L'objectif de la franchise est de renforcer sa base de fans dans le centre de l'Ohio.

## Avant 1947
Les Indians entretiennent un réseau de clubs-écoles depuis le début du XXe siècle. Parmi ces clubs, citons les New Orleans Pelicans (1931 et 1934-1939), qui jouent en Southern Association et les Toledo Mud Hens (American Association ; 1932). Entre 1942 et 1946, le niveau le plus élevé en ligues mineures est le Double-A. Baltimore, qui évolue en International League, est alors le club-école principal de l'organisation des Indians.

## Depuis 1947
Les Indians disposent d'un club affilié en Triple-A depuis 1947, alternant entre l'International League, la Pacific Coast League et l'American Association : en IL, Baltimore Orioles (1947-48), Toronto Maple Leafs (1960), Jacksonville Suns (1962-63), Toledo Mud Hens (1976-77), Charleston Charlies (1981-83), Maine Guides (1984-86) et Charlotte Knights (1993-94) ; en PCL, San Diego Padres (1949-51, 1957-59), Salt Lake Bees (1961-62), Portland Beavers (1964-69, 1972, 1978), Tacoma Rainiers (1979-80) et Colorado Springs Sky Sox (1988-92) ; en AA, Indianapolis Indians (1952-56), Wichita Aeros (1970-71) et Oklahoma RedHawks (1973-75).

En gras les clubs champions de leur ligue.
| Saison | AAA                                           | AA                                             | A                                                                                            | B-C-D / R |
| ------ | --------------------------------------------- | ---------------------------------------------- | -------------------------------------------------------------------------------------------- | --- |
| 1947   | Baltimore Orioles (IL)                        | Oklahoma City Indians (WL)                     | Wilkes-Barre Indians                                                                         | Harrisburg (B), Meridian (B), Spartanburg (B), Bakersfield (C), Burlington (C), Jacksonville (C), Pittsfield (C), Tucson (C), Ardmore (D), Batavia (D), Cordele (D), Dayton (D), Green Bay (D), Union City (D) |
| 1948   | Baltimore Orioles (IL)                        | Oklahoma City Indians (WL)                     | Wilkes-Barre Indians, Dayton Indians                                                         | Harrisburg (B), Meridian (B), Spartanburg (B), Bakersfield (C), Burlington (C), Pittsfield (C), Tucson (C), Ardmore (D), Batavia (D), Cordele (D), Bloomingdale (D), Matoon (D), Green Bay (D), Union City (D) |
| 1949   | San Diego Padres (PCL)                        | Oklahoma City Indians (WL)                     | Wilkes-Barre Indians, Dayton Indians                                                         | Spartanburg (B), St. Petersburg (B) Bakersfield (C), Burlington (C), Pittsfield (C), Tucson (C), Batavia (D), Cordele (D), Green Bay (D), Iola (D), Stroudsburg (D), Zanesville (D)                            |
| 1950   | San Diego Padres (PCL)                        | Oklahoma City Indians (WL)                     | Wilkes-Barre Indians, Dayton Indians                                                         | Spartanburg (B), Harrisburg (B), Cedar Rapids (B), Tacoma (B) Bakersfield (C), Pittsfield (C), Tucson (C), Batavia (D), Dayton Beach (D), Green Bay (D), Zanesville (D)                                        |
| 1951   | San Diego Padres (PCL)                        | Dallas Eagles (TL)                             | Wilkes-Barre Indians, Wichita Indians                                                        | Spartanburg (B), Harrisburg (B), Cedar Rapids (B) Bakersfield (C), Fort Smith (C), Batavia (D), Dayton Beach (D), Green Bay (D)                                                                                |
| 1952   | Indianapolis Indians (AA)                     | Dallas Eagles (TL)                             | Wichita Indians, Reading Indians (EL)                                                        | Spartanburg (B), Fort Smith (C), Dayton Beach (D), Green Bay (D) |
| 1953   | Indianapolis Indians (AA)                     |                                                | Reading Indians (EL)                                                                         | Spartanburg (B), Fargo-Moorhead (B), Peoria (B), Sherbrooke (C), Dayton Beach (D), Green Bay (D) |
| 1954   | Indianapolis Indians (AA)                     |                                                | Reading Indians (EL)                                                                         | Spartanburg (B), Fargo-Moorhead (B), Keokuk (B), Sherbrooke (B), Jacksonville Beach (D), Tifton (D) |
| 1955   | Indianapolis Indians (AA)                     | Tulsa Oilers (TL)                              | Reading Indians (EL)                                                                         | Spartanburg (B), Fargo-Moorhead (B), Keokuk (B), Sherbrooke (C), Lafayette (D), Selma (D), Vidalia (D) |
| 1956   | Indianapolis Indians (AA)                     | Mobile Bears (SA)                              | Reading Indians (EL), Montgomery, Knoxville Smokies                                          | Fargo-Moorhead (B), Fayetteville (B), Keokuk (B), Dayton Beach (D), Selma (D), Vidalia (D) |
| 1957   | San Diego Padres (PCL)                        | Mobile Bears (SA)                              | Reading Indians (EL)                                                                         | Fargo-Moorhead (B), Keokuk (B), Batavia (D), North Platte (D), Selma (D) |
| 1958   | San Diego Padres (PCL)                        | Mobile Bears (SA)                              | Reading Indians (EL)                                                                         | Burlington Indians (B), Minot (C), Batavia (D), Cocoa (D), North Platte (D), Selma (D) |
| 1959   | San Diego Padres (PCL)                        | Mobile Bears (SA)                              | Reading Indians (EL)                                                                         | Burlington Indians (B), Minot (C), Batavia (D), North Platte (D), Selma (D) |
| 1960   | Toronto Maple Leafs (IL)                      | Mobile Bears (SA)                              | Reading Indians (EL)                                                                         | Burlington Indians (B), Minot (C), Lakeland (D), Selma (D) |
| 1961   | Salt Lake Bees (PCL)                          | Charleston Indians (EL)                        | Reading Indians (EL)                                                                         | Burlington Indians (B), Dubuque (D), Selma (D) |
| 1962   | Salt Lake Bees (PCL)* Jacksonville Suns (IL)* | Charleston Indians (EL)                        |                                                                                              | Burlington Indians (B), Dubuque (D), Selma (D) |
| 1963   | Jacksonville Suns (IL)                        | Charleston Indians (EL)                        | Burlington Indians (CL), Grand Forks Chiefs, Dubuque Packers                                 | |
| 1964   | Portland Beavers (PCL)                        | Charleston Indians (EL)                        | Burlington Indians (CL), Dubuque Packers                                                     | |
| 1965   | Portland Beavers (PCL)                        | Reading Indians (EL)                           | Salinas Indians (CL), Dubuque Packers                                                        | |
| 1966   | Portland Beavers (PCL)                        | Pawtucket Indians (EL)                         | Reno Silver Sox (CL), Dubuque Packers                                                        | |
| 1967   | Portland Beavers (PCL)                        | Pawtucket Indians (EL)                         | Rock Hill Indians, Reno Silver Sox (CL)                                                      | |
| 1968   | Portland Beavers (PCL)                        | Waterbury Indians (EL)                         | Rock Hill Indians, Reno Silver Sox (CL)                                                      | Sarasota (R) |
| 1969   | Portland Beavers (PCL)                        | Waterbury Indians (EL)                         | Statesville Indians, Reno Silver Sox (CL)                                                    | Sarasota (R) |
| 1970   | Wichita Aeros (AA)                            | Savannah Indians (SL)                          | Sumter Indians, Reno Silver Sox (CL)                                                         | Sarasota (R) |
| 1971   | Wichita Aeros (AA)                            | Jacksonville Suns (SL)                         | Reno Silver Sox (CL)                                                                         | Sarasota (R) |
| 1972   | Portland Beavers (PCL)                        | Elmira Pioneers (NYCBL)                        | Reno Silver Sox (CL)                                                                         | Sarasota (R) |
| 1973   | Oklahoma RedHawks (AA)                        | San Antonio Brewers (TL)                       | Reno Silver Sox (CL)                                                                         | Sarasota (R) |
| 1974   | Oklahoma RedHawks (AA)                        | San Antonio Brewers (TL)                       | Reno Silver Sox (CL)                                                                         | Sarasota (R) |
| 1975   | Oklahoma RedHawks (AA)                        | San Antonio Brewers (TL)                       | San Jose Bees (CL)                                                                           | Sarasota (R) |
| 1976   | Toledo Mud Hens (IL)                          | Williamsport Tomahawks (EL)                    | Batavia Trojans (NYPL), San Jose Bees (CL)                                                   | |
| 1977   | Toledo Mud Hens (IL)                          | Jersey City Indians (EL)                       | Batavia Trojans (NYPL), Waterloo Indians (ML)                                                | |
| 1978   | Portland Beavers (PCL)                        | Chattanooga Lookouts ((SL)                     | Batavia Trojans (NYPL), Waterloo Indians (ML)                                                | |
| 1979   | Tacoma Rainiers (PCL)                         | Chattanooga Lookouts (SL)                      | Batavia Trojans (NYPL), Waterloo Indians (ML)                                                | |
| 1980   | Tacoma Rainiers (PCL)                         | Chattanooga Lookouts (SL)                      | Batavia Trojans (NYPL), Waterloo Indians (ML)                                                | |
| 1981   | Charleston Charlies (IL)                      | Chattanooga Lookouts (SL)                      | Batavia Trojans (NYPL), Waterloo Indians (ML)                                                | |
| 1982   | Charleston Charlies (IL)                      | Chattanooga Lookouts (SL)                      | Batavia Trojans (NYPL), Waterloo Indians (ML)                                                | |
| 1983   | Charleston Charlies (IL)                      | Buffalo Bisons (EL)                            | Batavia Trojans (NYPL), Waterloo Indians (ML)                                                | |
| 1984   | Maine Guides (IL)                             | Buffalo Bisons (EL)                            | Batavia Trojans (NYPL), Waterloo Indians (ML)                                                | |
| 1985   | Maine Guides (IL)                             | Waterbury Indians (EL)                         | Batavia Trojans (NYPL), Waterloo Indians (ML)                                                | |
| 1986   | Maine Guides (IL)                             | Waterbury Indians (EL)                         | Batavia Trojans (NYPL), Waterloo Indians (ML)                                                | Burlington Indians (R) |
| 1987   | Buffalo Bisons (AA)                           | Williamsport Bills (EL), Waterloo Indians (ML) | Kinston Indians (CL)                                                                         | Burlington Indians (R) |
| 1988   | Colorado Springs Sky Sox (PCL)                | Williamsport Bills (EL), Waterloo Indians (ML) | Kinston Indians (CL)                                                                         | Burlington Indians (R) |
| 1989   | Colorado Springs Sky Sox (PCL)                | Canton-Akron Indians (EL)                      | Kinston Indians (CL), Watertown Indians (NYPL)                                               | Burlington Indians (R), Sarasota (R) |
| 1990   | Colorado Springs Sky Sox (PCL)                | Canton-Akron Indians (EL)                      | Kinston Indians (CL), Watertown Indians (NYPL)                                               | Burlington Indians (R), Winter Haven (R) |
| 1991   | Colorado Springs Sky Sox (PCL)                | Canton-Akron Indians (EL)                      | Kinston Indians (CL), Watertown Indians (NYPL), Reno Silver Sox (CL), Columbus Indians (SAL) | Burlington Indians (R) |
| 1992   | Colorado Springs Sky Sox (PCL)                | Canton-Akron Indians (EL)                      | Kinston Indians (CL), Watertown Indians (NYPL), Columbus RedStixx (SAL)                      | Burlington Indians (R) |
| 1993   | Charlotte Knights (IL)                        | Canton-Akron Indians (EL)                      | Kinston Indians (CL), Watertown Indians (NYPL), Columbus RedStixx (SAL)                      | Burlington Indians (R) |
| 1994   | Charlotte Knights (IL)                        | Canton-Akron Indians (EL)                      | Kinston Indians (CL), Watertown Indians (NYPL), Columbus RedStixx (SAL)                      | Burlington Indians (R) |
| 1995   | Buffalo Bisons (IL)                           | Canton-Akron Indians (EL)                      | Kinston Indians (CL), Watertown Indians (NYPL), Columbus RedStixx (SAL)                      | Burlington Indians (R) |
| 1996   | Buffalo Bisons (IL)                           | Canton-Akron Indians (EL)                      | Kinston Indians (CL), Watertown Indians (NYPL), Columbus RedStixx (SAL)                      | Burlington Indians (R) |
| 1997   | Buffalo Bisons (IL)                           | Akron Aeros (EL)                               | Kinston Indians (CL), Watertown Indians (NYPL), Columbus RedStixx (SAL)                      | Burlington Indians (R) |
| 1998   | Buffalo Bisons (IL)                           | Akron Aeros (EL)                               | Kinston Indians (CL), Watertown Indians (NYPL), Columbus RedStixx (SAL)                      | Burlington Indians (R) |
| 1999   | Buffalo Bisons (IL)                           | Akron Aeros (EL)                               | Kinston Indians (CL), Mahoning Valley Scrappers (NYPL), Columbus RedStixx (SAL)              | Burlington Indians (R) |
| 2000   | Buffalo Bisons (IL)                           | Akron Aeros (EL)                               | Kinston Indians (CL), Mahoning Valley Scrappers (NYPL), Columbus RedStixx (SAL)              | Burlington Indians (R) |
| 2001   | Buffalo Bisons (IL)                           | Akron Aeros (EL)                               | Kinston Indians (CL), Mahoning Valley Scrappers (NYPL), Columbus RedStixx (SAL)              | Burlington Indians (R) |
| 2002   | Buffalo Bisons (IL)                           | Akron Aeros (EL)                               | Kinston Indians (CL), Mahoning Valley Scrappers (NYPL), Columbus RedStixx (SAL)              | Burlington Indians (R) |
| 2003   | Buffalo Bisons (IL)                           | Akron Aeros (EL)                               | Kinston Indians (CL), Lake County Captains (SAL), Mahoning Valley Scrappers (NYPL)           | Burlington Indians (R) |
| 2004   | Buffalo Bisons (IL)                           | Akron Aeros (EL)                               | Kinston Indians (CL), Lake County Captains (SAL), Mahoning Valley Scrappers (NYPL)           | Burlington Indians (R) |
| 2005   | Buffalo Bisons (IL)                           | Akron Aeros (EL)                               | Kinston Indians (CL), Lake County Captains (SAL), Mahoning Valley Scrappers (NYPL)           | Burlington Indians (R) |
| 2006   | Buffalo Bisons (IL)                           | Akron Aeros (EL)                               | Kinston Indians (CL), Lake County Captains (SAL), Mahoning Valley Scrappers (NYPL)           | Burlington Indians (R), Gulf Coast Indians (R) |
| 2007   | Buffalo Bisons (IL)                           | Akron Aeros (EL)                               | Kinston Indians (CL), Lake County Captains (SAL), Mahoning Valley Scrappers (NYPL)           | Gulf Coast Indians (R) |
| 2008   | Buffalo Bisons (IL)                           | Akron Aeros (EL)                               | Kinston Indians (CL), Lake County Captains (SAL), Mahoning Valley Scrappers (NYPL)           | Gulf Coast Indians (R), DSL Indians (R) |
| 2009   | Columbus Clippers (IL)                        | Akron Aeros (EL)                               | Kinston Indians (CL), Lake County Captains (SAL), Mahoning Valley Scrappers (NYPL)           | Arizona League Indians (R), DSL Indians (R) |
| 2010   | Columbus Clippers (IL)                        | Akron Aeros (EL)                               | Kinston Indians (CL), Lake County Captains (ML), Mahoning Valley Scrappers (NYPL)            | Arizona League Indians (R), DSL Indians (R) |
| 2011   | Columbus Clippers (IL)                        | Akron Aeros (EL)                               | Kinston Indians (CL), Lake County Captains (ML), Mahoning Valley Scrappers (NYPL)            | Arizona League Indians (R), DSL Indians (R) |